# Burnilia williamsi
Burnilia williamsi är en insektsart som beskrevs av Frederick Arthur Godfrey Muir 1926. Burnilia williamsi ingår i släktet Burnilia och familjen sporrstritar. Inga underarter finns listade i Catalogue of Life.